# Традиционални Сохбет састанци
Традиционални Сохбет састанци  или само Сохбет (турски са арапског, што значи „ разговор “) је назив за традиционална окупљања која су кључна у преношењу турске народне културе, сеоских игара, књижевности, игре и музике, али и друштвених вредности као што су правда, толеранција и поштовање. Због тога је 2010. године уписан на Унескову листу нематеријалне светске баштине у Европи.
Турски мушкарци се редовно састају у затвореном простору, посебно у зимским месецима, како би разговарали о локалним друштвеним и културним питањима, очували традицију и неговали солидарност, међусобно поштовање и осећај заједништва. Састанци могу укључивати музику, плесове и представе, уз уживање и конзумирање локалних јела. Традиционални сохбет састанак може трајати до раних јутарњих сати. Састанци су отворени за мушкарце старије од 15 или 16 година, без обзира на националну, верску или статусну припадност, уз основни услов да чланови потичу из поштених породица, да су од поверења и да поштују старије, да се не коцкају и не показују јавно пијанство. Чланови могу бити кажњени због пропуштања састанка, осим у олакшавајућим околностима. Мајке и жене подстичу мушке чланове да присуствују сохбетима ради повезаних друштвених и културних бенефиција. Заједнице се обично састоје од пет до тридесет људи и предводе их вође које именује скупштина или које предлажу старешине. Чланови заједнице имају једнака права и обавезе.